# Lepidiolamprologus attenuatus
Lepidiolamprologus attenuatus е вид лъчеперка от семейство Цихлиди (Cichlidae). Видът е почти застрашен от изчезване.

## Разпространение
Разпространен е в Бурунди, Демократична република Конго, Замбия и Танзания.